# ヴァイスホルン (アローザ)
ヴァイスホルン（独: Weisshorn）、またはアローザー・ヴァイスホルン（英: Aroser Weisshorn）は、スイス連邦グラウビュンデン州にあるアローザを見渡すことができる、プレスール・アルプスの山である。

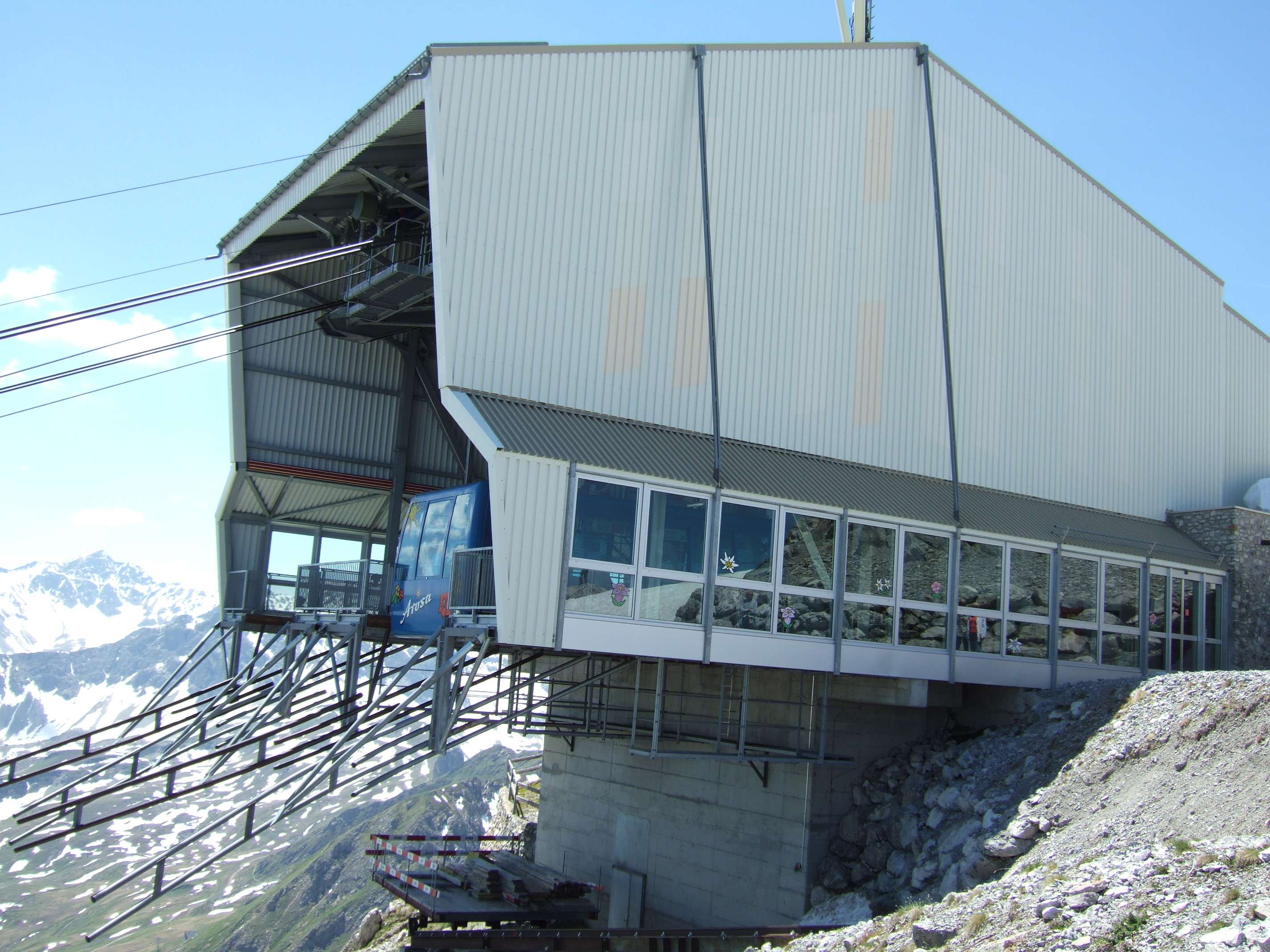
山頂近くにある、ロープウェイの頂上駅

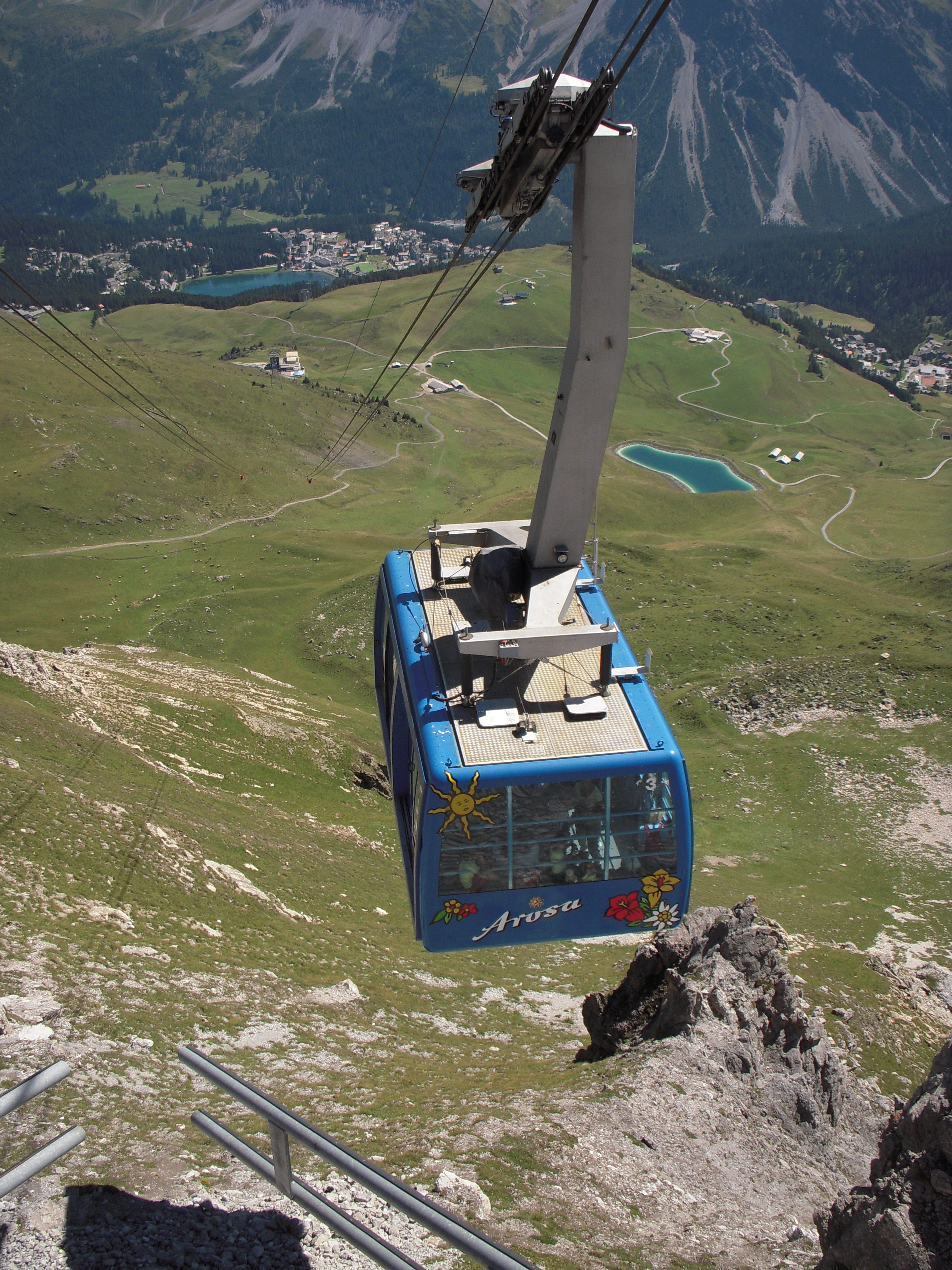
頂上駅からアローザを見ることができる

アローザの町およびリゾート地と山の頂上を、2段階のケーブルカーが連絡している。麓の駅は、アローザ駅の近くにある。